# Université Denis Sassou Nguesso
Pour les articles homonymes, voir Denis Sassou-Nguesso et Nguesso.
L'Université Denis Sassou Nguesso (UDSN)  est une université panafricaine d'excellence créée en république du Congo et inaugurée le 5 février 2021 à Kintélé. Elle se veut être une structure de recherche scientifique, technologique et de développement à caractère international.

## Situation
Située dans la commune urbaine de Kintélé dans le département du Pool, l'Université Denis Sassou-Nguesso est construite sur un terrain de 350 hectares ornées par 4,5 kilomètres de voiries bitumées qui donnent accès aux différents bâtiments déjà achevés,,.

## Histoire
Inaugurée le 5 février 2021 par le président Denis Sassou-Nguesso en présence de ses homologues sénégalais Macky Sall, nigérien Mahamadou Issoufou et  bissau-guinéen Umaro Sissoco Embaló qui avaient alors fait le déplacement à Brazzaville, cette université devint alors la deuxième université publique de la République du Congo.

## Etablissements
L'université Denis Sassou Nguesso compte à ce jour trois établissements fonctionnels à savoir : 
- Institut Supérieur des Sciences Géographiques, Environnementales et de l'Aménagement (ISSGEA)
- Institut Supérieur d'Architecture, Urbanisme, Bâtiments et Travaux Publics (ISAUBTP)
- Faculté des Sciences Appliquées (FSA)